# Хорхе Сабалета
Хорхе Антоніо Сабалета Брісеньо (*18 квітня 1970, Сантьяго) актор чилійського кіно і телебачення, визнається, в основному, в їх країні як зірка різних теленовел.

## Особисте життя
Син чилійського музиканта Антоніо Сабалети, який зі своїм братом організував дует Red Juniors. Батько Хорхе також відомий тим, що брав участь у компанії Аугусто Піночета в 1988 році. У Хорхе є сестра Олександра, яка зараз живе в Іспанії.
Хорхе одружений з дизайнеркою Франсиско Альєнде, має двоє дітей. Сина звуть Раймундо, а дочку — Мілагрос.

## Фільмографія
- Добрый день всем (сериал, 1991-...)
- Запретный плод (сериал, 2011 - 2012)
- Дикий пляж (сериал, 1997)
- Морской рай (сериал, 1998)
- Радостный холм (сериал, 1999)
- Вне контроля (сериал, 1999)
- Antonia (2001)
- Más que amigos (сериал, 2002)
- Мачо (сериал, 2003)
- Хиппи (сериал, 2004)
- Плохие девчонки (сериал, 2005)
- Secuestro (2005)
- Наглец (сериал, 2006)
- Папочка Рикки (сериал, 2007)
- Дети семьи Монте (сериал, 2008 - 2009)
- Ангелы Эстелы (сериал, 2009)
- Супер (2009)
- Семья, живущая по соседству (2010 - 2011)
- Здесь командую я (сериал, 2011)
- Разведенные (сериал, 2012 - 2013)
- Любовью управляю я (сериал, 2014 -...)
- Владельцы рая (сериал, 2015 -...)